# Ligne 1 du métro d'Alger
La ligne 1 du métro d'Alger est une ligne du métro d'Alger. Cette première ligne algérienne, dont le premier tronçon a été ouvert en 2011, relie aujourd'hui la station Place des Martyrs à l'ouest, aux stations Aïn Naâdja et El Harrach Centre, à l'est.

Plan de la ligne.

## Histoire

### Origines

#### Le projet de 1930

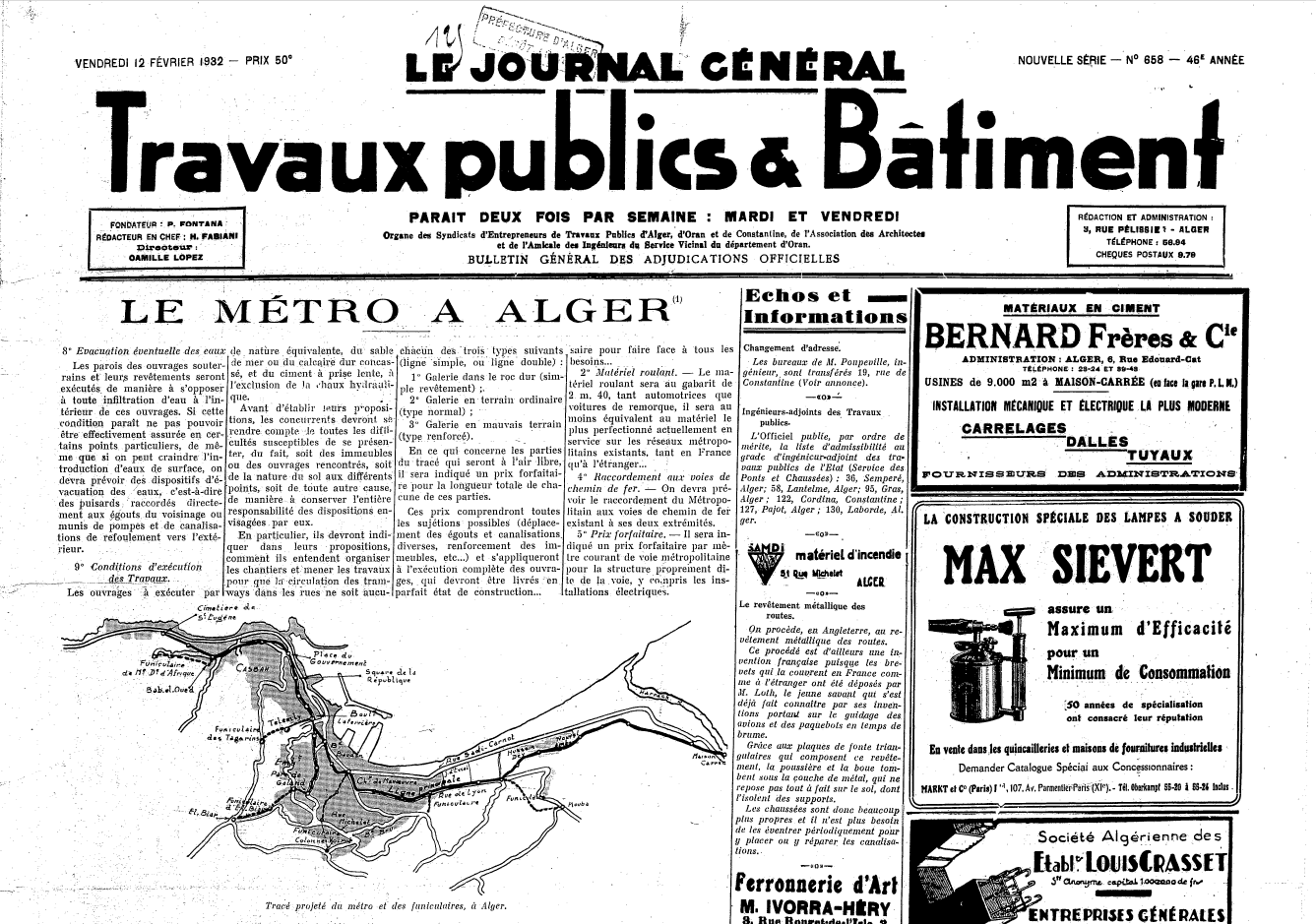
Journal du 12 février 1932 titrant « Le Métro à Alger ».

Jusqu'en 1962, Alger est sous administration française. Le président du conseil général du département d'Alger propose le 3 novembre 1930 de construire un nouveau réseau de transport en commun de la région algéroise, lequel comprendrait un métropolitain souterrain comme à Paris. Une étude sur la réorganisation des transports publics algérois est confiée à l'Omnium Lyonnais. Les conclusions de l'étude détaillée publiées en avril 1929 préconisent la construction d'une ligne de métro. La ville d'Alger et plusieurs communes limitrophes se constituent en syndicat intercommunal pour la réalisation du métropolitain.
Le projet prévoit la construction d'une ligne partant du cimetière Saint-Eugène, dans l'actuelle commune de Bologhine, et aboutissant à Maison-Carrée dans l'actuelle commune de El-Harrach, en passant en souterrain jusqu'au quartier du Ruisseau situé aujourd'hui à Belouizdad. Une autre branche devait débuter au niveau de la Gare de l'Agha pour aboutir au Parc de Galland (actuel parc de la Liberté).
Mais des raisons de budget, les communes de Saint-Eugène et Hussein-Dey se retirent, ne restant qu'Alger, El Biar et Kouba en 1932. Des sondages sont réalisés au niveau des futures stations, mais le projet est peu à peu délaissé jusqu'à être ajourné par délibération du conseil municipal le 26 juillet 1935 à cause de l'importance de la dépense qui était estimée à 80 millions de francs.

#### Le projet de 1959
Après plusieurs projets de mise en souterrain partiel du réseau de tramways de la ville qui n'aboutirent pas, une nouvelle étude de la Régie autonome des transports parisiens (RATP), remise en 1959, préconise à nouveau la création d'une ligne du même type que le métro sur pneus exploité à Paris.
Cette ligne doit débuter au carrefour Bouzareah-Cambon (Carrefour Triolet) pour descendre vers Bab El Oued puis se diriger vers la Grande Poste d'Alger avant de se diviser en deux branches ; une première jusqu'au carrefour Galliéni-Roosevelt (actuellement Place Addis-Abeba) et une seconde jusqu'au quartier du Ruisseau, dans la commune actuelle de Belouizdad.

#### Le projet actuel

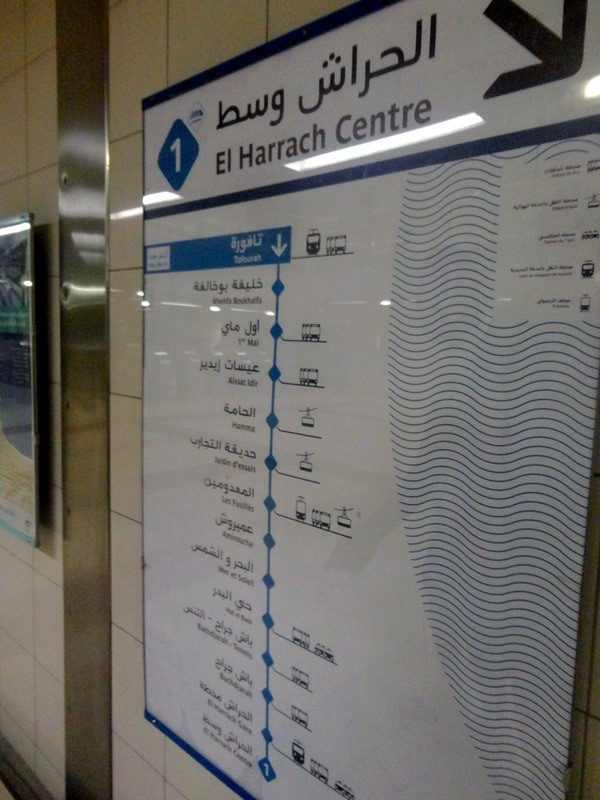
Plan du métro, au 5 juillet 2015.

À l'indépendance de l'Algérie, de nouveaux plans d'urbanismes sont proposés. Pour la région Alger, le schéma du COMEDOR réalisé entre 1969 et 1970, prévoit à son tour un métro à Alger.
En 1980, la SOFRETU réalise pour la RSTA une première «étude de réactualisation du projet de métro d'Alger».
En 1981, des évaluations préliminaires pour une première ligne sont présentées au gouvernement, puis en 1982, la SOFRETU est chargée d'étudier un réseau de trois lignes pour un total de 64 km, avec une priorité pour une première ligne de 12,5 km. Les études techniques sont réalisées entre 1982 et 1985. Le 24 novembre 1984 est créée l'Entreprise Métro d'Alger, chargée de la réalisation du projet. Une entreprise allemande et une japonaise sont retenues pour la réalisation, mais la chute du prix du baril de pétrole, de 30 $ jusqu'à la moitié de cette somme les années suivantes, réduit considérablement les ressources financières de l'Algérie et retardent sa réalisation.
Il faut attendre trois ans pour que le marché soit réattribué à deux entreprises algériennes, Cosider et Genisider, en juillet 1988 et août 1989, les travaux tarderont à commencer à cause de la situation politique du pays. Les premiers coups de pioche auront lieu en octobre 1990 au niveau de la place de l'Émir-Abdelkader à Alger-Centre. Au niveau de la station Aïssat Idir, les travaux ne débutent qu'en mars 1993, pour la station Hamma ce sera mars 1994.
En 1994, un premier tronçon qui va de la place de l'Émir-Abdelkader à la Grande Poste d'Alger, long de 450 m, est achevé. Un autre tronçon de 650 m, qui relie la station Tafourah - Grande-Poste à la station Khelifa Boukhalfa, est lui aussi achevé. En 1996 la jonction est faite entre le tunnel de Khelifa Boukhalfa et celui de la station 1er mai. À la fin des années 1990, 3,5 km de tunnel, cinq stations entre la Grande Poste et Hamma ainsi que les ateliers ont été réalisés.
En 2002, profitant du retour des équilibres économiques, le gouvernement algérien décide de doter le projet de moyens financiers adéquats et de nouvelles structures organisationnelles et opérationnelles. L'Entreprise Métro d'Alger (EMA) lance un avis d'appel d'offres international pour la réalisation des 4,1 km restant. En juillet 2003, l'algéro-allemand GAAMA comprenant les entreprises DYWIDAG (51 %), Cosider (35 %) et INFRAFER (14 %) est choisi, alors que le français Systra sera le bureau d'étude pour la maîtrise d'œuvre. Un délai de 38 mois leur est accordé pour terminer les travaux de génie civil.
En 2004, un appel d'offres est lancé par l'Entreprise Métro d'Alger (EMA) pour l'équipement du système d'exploitation globale. En janvier 2006, la réalisation du « système intégral » est attribué au groupement constitué de Siemens/Vinci/CAF pour 380 millions d'euros et un délai de 35 mois. Siemens réalisera la voie, l’électrification, la signalisation, les automatismes d’aide à la conduite, les télécommunications, la billettique et le poste de commande centralisée (PCC). Vinci qui a une part de 121 millions d'euros est chargé de l’aménagement des dix stations (neuf souterraines et une aérienne), la construction d’un bâtiment technique de 16 000 m2 aux ateliers ainsi que les lots techniques liés au désenfumage, à la ventilation et aux escaliers mécaniques alors que CAF fabrique les quatorze trains de six voitures chacun et fournit les véhicules auxiliaires pour des travaux de maintenance pour un montant de 112 millions d'euros.
Le tronçon Hamma - Haï El Badr, avec ses 4 stations et 17 ouvrages pour la ventilation et les câbles est réalisé dans les délais impartis de 38 mois. Les travaux de génie civil concernant le forage et la pose des rails ont été officiellement achevés le 30 juin 2007. En avril 2007, la pose et la soudure des voies d'une longueur de 23 km (jusqu'aux dépôts) sont entamés par l'entreprise française TSO, pour être livré en novembre 2007. L'entreprise algérienne TFer est intervenue lors de cette étape en tant que sous-traitant pour les travaux de pose de voie béton et ballast, et de soudure de voie au nombre de 9 000.
En août 2007, RATP Dev remporte le contrat d'exploitation et de maintenance du métro pour une durée de huit ans pour un montant de 130 millions d'euros. Le contrat est signé le 4 décembre 2007.
Le 28 septembre 2008, la première rame est arrivée d'Espagne par bateau au port d'Alger,. La dernière des quatorze rames est arrivée le 8 août 2009 de Barcelone. La filiale RATP El Djazaïr est créée en 2009. Le 6 avril de la même année, les premiers essais techniques ont eu lieu entre les stations Haï El Badr et les Fusillés en présence de quatre ministres.
En 2009 et 2010, un conflit financier entre EMA et le groupement Siemens/Vinci/CAF provoque un arrêt des travaux de plusieurs mois. Le contentieux porte sur un montant global de 60 millions d'euros, retardant la phase d'essais et le lancement commercial de deux ans.
Le 5 juin 2010, le ministre des transports assiste à la mise en circulation de deux rames en automatisme intégral entre la station du Jardin d'Essai et celle du 1er mai.
Les travaux reprennent en avril 2011 après une médiation de Jean-Pierre Raffarin.
Le 8 septembre 2011 débute la « marche à blanc » du métro d'Alger.

### Mise en service
Le tronçon entre Tafourah - Grande Poste et Haï El Badr de la ligne 1 du métro d'Alger, d’une longueur de 9,5 km et comportant dix stations, est inauguré le 31 octobre 2011 par le président Abdelaziz Bouteflika,,,. Ce premier tronçon entre en exploitation commerciale le 1er novembre 2011.

### Extension de la ligne

#### Extension vers El Harrach
Le prolongement de la ligne 1 depuis la station Haï el Badr vers El Harrach, d'une longueur de 4 km, comporte quatre stations : Bachdjarah - Tennis, Bachdjarah, El Harrach Gare et El Harrach Centre et un viaduc de 250 m au-dessus de la bretelle d'autoroute de Oued Ouchaïah (entre les stations Haï El Badr et Bachdjarah Tennis).
Quatre groupements soumettent leur dossier dont Razel, pour 224 millions d'euros et Vinci, pour 244 millions d'euros. Le 6 novembre 2007, le groupement algéro-germano-italien GAAMEX, composé de DYWIDAG (48 %), Cosider (32 %) et TREVI (20 %) mené par ceux qui ont réalisé le tronçon Hamma - Haï El Badr, obtient par adduction le contrat des travaux de génie civil en étant une nouvelle fois le moins disant avec une offre de 215 millions d'euros et un délai de 32 mois.
Les travaux de génie civil débutent en août 2008 et sont réceptionnés le 22 octobre 2012.

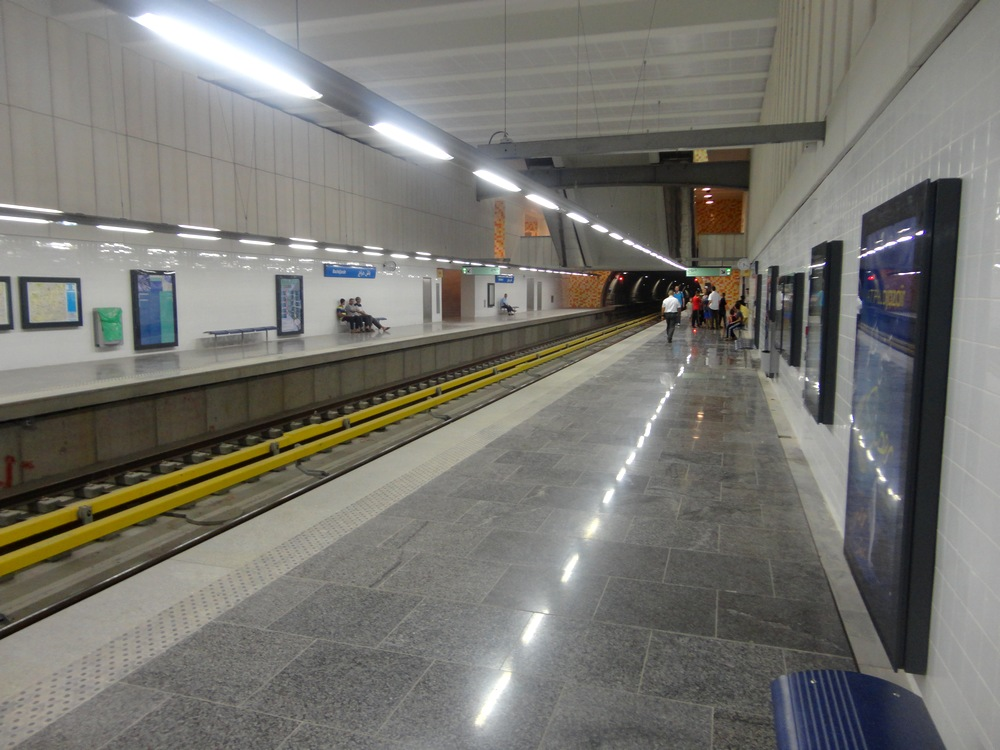
La station Bachdjarah sur la ligne 1.

En septembre 2012, le contrat d'équipement du système intégral est attribué au groupement franco-algérien CRK composé de Colas Rail et KouGC pour un montant compris entre 85 et 110 millions d'euros et un délai de réalisation accordé de 23 mois, aux dépens du groupement Vinci/Siemens ou du portugais Teixeira Duarte.
Le 8 décembre 2014, les premiers essais techniques débutent entre Haï El Badr et El Harrach Centre. Le 15 décembre, le ministre des transports emprunte le tronçon.
Le 14 juin 2015, la marche à blanc est lancée en présence du ministre des transports,. Le prolongement et ses quatre stations sont inaugurés le 4 juillet par le Premier ministre Abdelmalek Sellal, et mis en service commercial le lendemain.

#### Extension vers la Place des Martyrs
Le 20 avril 2009, les travaux de génie civil et de pose des voies en système intégral du prolongement de la ligne 1 depuis la station Tafourah - Grande-Poste vers la Place des Martyrs a été attribué au groupement Algéro-brésilo-portugais GMAC composé d'Andrade Gutierrez, Teixeira Duarte, Zagope et Gesi TP (héritière de Genisider), pour un montant de 110 millions d'euros et un délai de réalisation de 42 mois.
Le tunnel est long de 1,69 km et comporte deux stations, Ali Boumendjel dans la commune d'Alger-Centre et Place des Martyrs dans la commune de la Casbah.
Les travaux de ce prolongement ont été retardés afin de procéder à des fouilles archéologiques autour de la place des Martyrs, au pied de la Casbah (inscrite au Patrimoine mondial de l'Unesco), à la suite de la découverte de vestiges historiques,,. La présence de ces importants vestiges a nécessité une excavation des stations entièrement en souterrain.
Lancés en 2010, l'ouverture commerciale est effective depuis 10 avril 2018.
En juin 2013, le groupement GMAC attribue en sous-traitance au portugais SOMAFEL les travaux de pose de voie, y compris les différentes fournitures de matériel pour un montant de 6,53 millions d'euros et un délai de quatorze mois,.

#### Extension vers Aïn Naâdja
En août 2010, la réalisation des travaux de génie civil, gros œuvre des tunnels, stations et ouvrages de l'extension C entre Haï El Badr et Aïn Naâdja sont attribués au groupement GDC constitué par DYWIDAG et Cosider pour un montant de 140 millions d'euros et un délai de 28 mois.
Cette nouvelle branche de la ligne 1, d'une longueur de 3,70 km, reliera la station de Haï El Badr au quartier de Aïn Naâdja et comportera trois stations (une station aérienne, Haltes des Ateliers, et deux stations souterraines, Gué de Constantine et Aïn Naâdja), un viaduc de 132 m, près de 2 350 m de tunnel et trois puits de ventilation.
Les travaux de génie civil ont débuté depuis l'été 2011. Le percement du tunnel de 800 mètres entre les stations Gué de Constantine et Aïn Naâdja a été achevé le 21 octobre 2013. L'ouverture commerciale est effective depuis 10 avril 2018 pour la station Aïn Naâdja et le 7 septembre pour la station Halte des Ateliers, et le 13 novembre de la même année pour la station Gué de Constantine.

## Tracé et stations

### Liste des stations
|   |   |   | Stations                | Communes              | Correspondances |
| - | - | - | ----------------------- | --------------------- | --------------- |
|   | ■ |   | Place des Martyrs       | Casbah                |                 |
|   | ● |   | Ali Boumendjel          | Alger-Centre          |                 |
|   | ● |   | Tafourah - Grande Poste | Alger-Centre          |                 |
|   | ● |   | Khelifa Boukhalfa       | Alger-Centre          |                 |
|   | ● |   | 1er mai                 | Sidi M'Hamed          |                 |
|   | ● |   | Aïssat Idir             | Sidi M'Hamed          |                 |
|   | ● |   | Hamma                   | Belouizdad            |                 |
|   | ● |   | Jardin d'Essai          | Belouizdad            |                 |
|   | ● |   | Les Fusillés            | Hussein-Dey           |                 |
|   | ● |   | Amirouche               | Hussein-Dey           |                 |
|   | ● |   | Mer et Soleil           | Hussein-Dey           |                 |
|   | ● |   | Haï El Badr             | El Magharia           |                 |
|   |   | ● | Bachdjarah - Tennis     | Bachdjerrah           |                 |
|   |   | ● | Bachdjarah              | Bachdjerrah, Bourouba |                 |
|   |   | ● | El Harrach Gare         | Bourouba              |                 |
|   |   | ■ | El Harrach Centre       | El-Harrach            |                 |
| ● |   |   | Halte des Ateliers      | Gué de Constantine    |                 |
| ● |   |   | Gué de Constantine      | Gué de Constantine    |                 |
| ■ |   |   | Aïn Naâdja              | Gué de Constantine    |                 |

Les stations ont une longueur de 115 m et une largeur de 23 m. Treize des quatorze stations sont souterraines et comportent deux voies centrales encadrées par deux quais latéraux. Seule la station Haï El Badr est en surface et comporte trois voies et deux quais centraux.

### Ateliers de maintenance

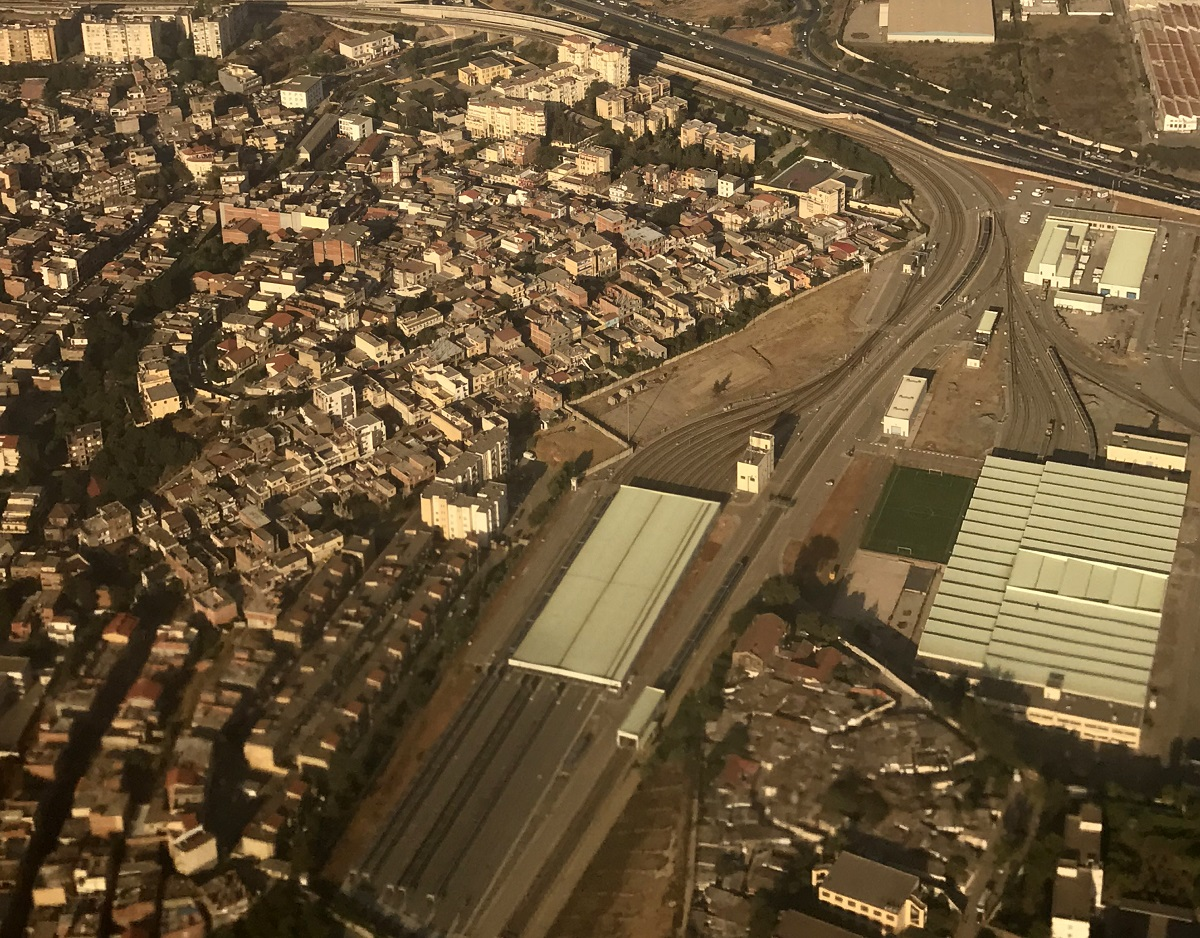
Vue aérienne des ateliers de maintenance de la ligne 1

Le matériel roulant de la ligne 1 est entretenu par les ateliers de maintenance, situés en lisière de la station Halte des Ateliers et en bordure de la Radiale Oued Ouchayah dans la commune de Bachdjerrah.

## Exploitation

### Desserte
Les rames du métro d'Alger circulent 7 jours sur 7, de 5 heures à 23 heures avec des intervalles de 3 minutes et 20 secondes en heure de pointe et toutes les 5 minutes aux heures creuses,.

### Matériel roulant

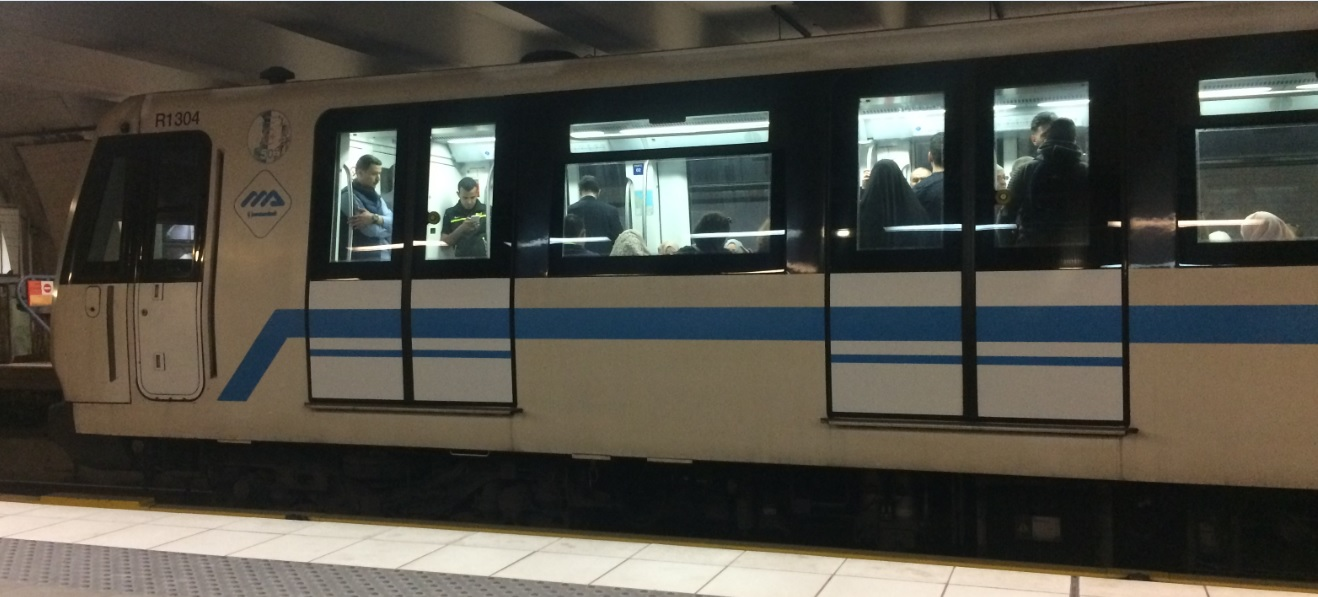
Rame CAF MA300 de la Ligne 1

La ligne 1 du métro d'Alger est équipée de 14 rames de 6 voitures chacune produites par le constructeur espagnol CAF MA300. Les rames permettent l'intercirculation entre les voitures et ont une longueur de 108 mètres et une largeur de 2,83 mètres. Chaque rame dispose de 4 portes par voiture et côté (soit 48 au total) et peut transporter jusqu’à 1 290 personnes dont 210 places assises. La vitesse maximale est de 72 km/h.

### Le personnel d'exploitation
La ligne 1 du métro compte 162 agents. On distingue parmi ceux-ci deux catégories : les agents en station et les agents de conduite.
Cent vingt agents en station (tous services confondus : jour, mixte et nuit). Ils gèrent la sonorisation des stations, sont en liaison constante avec les agents de terrain et les conducteurs afin de retransmettre au plus vite le moindre incident qui risque de perturber la ligne de façon à être plus réactif (canalisation des voyageurs, gestion d'un voyageur malade en rame, etc.). Ils surveillent également les stations par vidéosurveillance.
Les agents de station ont pour mission de tenir la caisse, d'assurer le contrôle des voyageurs ainsi que la gestion des lieux, la vérification des installations ou d'autres tâches à définir selon les besoins du service. Quelques agents sont par ailleurs détachés pour la durée du service afin d'assurer les relèves de caisses.
Quarante-deux conducteurs, tous services confondus, assurent la marche des rames. Le service est assuré sur trois roulements de travail (matin, après-midi, nuit).

## Projets

### Extensions en construction

#### Extension vers Bab El Oued
Le 6 juillet 2019, le ministre de travaux publics a annoncé que le gouvernement a attribué à la société nationale Cosider le marché de l'extension du métro d'Alger de la Place des Martyrs jusqu'à Bab El Oued sur 2 km et trois nouvelles stations : Taleb Abderrahmane, Bab El Oued et Oued Koriche, pour un montant de 22,85 milliards de dinars.
|  |   |  | Stations           | Communes                  | Correspondances |
|  | - |  | ------------------ | ------------------------- | --------------- |
|  | ■ |  | Oued Koriche       | Bab El Oued, Oued Koriche |                 |
|  | ● |  | Bab El Oued        | Bab El Oued               |                 |
|  | ● |  | Taleb Abderrahmane | Bab El Oued               |                 |
|  | ● |  | Place des Martyrs  | Casbah                    |                 |

#### Extension vers l'aéroport Houari Boumédiène
Le 3 novembre 2011, l'entreprise Métro d'Alger a lancé un avis d'appel d'offres national et international pour le choix de bureaux d’études pour la réalisation des études préliminaires des extensions de la ligne 1 A1, B1 et C1.
Le 7 juin 2012, les contrats de réalisation des études de ces trois extensions ont été attribués pour un délai de 24 mois. Pour le tronçon El Harrach Centre - Bab Ezzouar (8 km), c'est Dahwa-Busan (Corée du Sud) qui l'a décroché pour 486 millions de dinars.
En avril 2013, la réalisation de ce tronçon de 9,5 km et 9 stations a été attribuée à Cosider en gré à gré pour une durée de 60 mois. Le 13 juillet 2014, les prestations de contrôle et de suivi de réalisation des travaux de génie civil gros œuvres ligne et stations ont été confiées au groupement algéro-hispano-sud-coréen, Saeti / DongMyeong /Eurostudios, pour un montant de 1,961 milliard de dinars.
Les travaux ont débuté en 2015, le groupe Cosider va utiliser pour la première fois des tunneliers TBM pour ce tronçon.
La réception de cette extension du métro d’Alger de la station d’El-Harrach Centre vers l’aéroport d'Alger - Houari Boumédiène est prévue pour 2026.
|  |   |  | Stations                     | Communes               | Correspondances |
|  | - |  | ---------------------------- | ---------------------- | --------------- |
|  | ● |  | El-Harrach Centre            | El Harrach             |                 |
|  | ● |  | Hacen Badi                   | El Harrach             |                 |
|  | ● |  | Pôle Universitaire           | Oued Smar              |                 |
|  | ● |  | Beaulieu                     | Oued Smar              |                 |
|  | ● |  | Oued Smar                    | Oued Smar, Bab Ezzouar |                 |
|  | ● |  | Univérsité Houari Boumédiène | Bab Ezzouar            |                 |
|  | ● |  | Rabia Tahar                  | Bab Ezzouar            |                 |
|  | ● |  | Smaïl Yefsah                 | Bab Ezzouar            |                 |
|  | ● |  | Centre des Affaires          | Bab Ezzouar            |                 |
|  | ■ |  | Aéroport Houari Boumédiène   | Dar El Beïda           |                 |

#### Extension vers Baraki
Les études du tronçon de Aïn Naâdja vers Baraki ont été attribuées en 2012 au groupement algéro-espagnol Sidem / Idom pour 446 millions de dinars et la réalisation en 2013 à Cosider en même temps que l'extension B1. Le contrôle et de suivi de réalisation sera effectué par le groupement coréen Dohwa Eng et Yooshin eng pour 1 101 millions de dinars.
Le marché de la réalisation du génie civil a été attribué à Cosider. Le chantier de la première station, Mohamed Boudiaf a été lancé en 2015. La réception de cette station du métro est prévue pour la fin 2021.
La suite de l'extension vers Baraki constitué de 1,5 km en aérien a débuté en 2016.
|  |   |  | Stations            | Communes           | Correspondances |
|  | - |  | ------------------- | ------------------ | --------------- |
|  | ■ |  | Aïn Naâdja          | Gué de Constantine |                 |
|  | ● |  | Mohamed Boudiaf     | Gué de Constantine |                 |
|  | ● |  | Aïn Naâdja-Gare     | Gué de Constantine |                 |
|  | ● |  | Parc Urbain         | Gué de Constantine |                 |
|  | ● |  | Mohamed Belarbi     | Baraki             |                 |
|  | ● |  | Jardin              | Baraki             |                 |
|  | ■ |  | Cité 2004 Logements | Baraki             |                 |